# 优秀杜鹃
优秀杜鹃（学名：Rhododendron praestans）为杜鹃花科杜鹃花属下的一个种。

## 扩展阅读
維基物種上的相關：优秀杜鹃